# Antiochos VIII

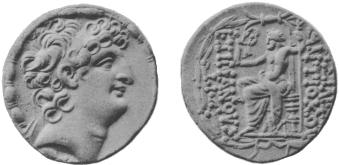
Mynt av Antiochos VIII.

Antiochos VIII  eller Antiochos VIII Grypus var regent i seleukidriket 125–96 f.Kr. Han var son till Demetrios II.
Efter att hans mor Kleopatra Thea mördat hans bror Seleukos V krönte hon Antiochos som medregent när han ännu var i tonåren, för att legalisera sin egen regim.
När han 123 f.Kr. hade besegrat uppkomlingskungen Alexander II Zabinas försökte modern ge giftspetsat vin till honom. Han genomskådade dock henne och tvingade henne att dricka drycken själv, varpå hon dog. Efter detta kunde han regera själv.
116 f.Kr. återvände hans halvbror Antiochos IX till landet. Denne hade ambitoner på tronen och startade ett inbördeskrig, vilket ledde till att de två de delade på Syrien ända tills Grypus mördades 96 f.Kr.. 
Barn:
1. Seleukos VI Epiphanes
2. Antiochos XI Epiphanes
3. Philipp I Philadelphos
4. Demetrios III Eucaerus
5. Antiochos XII Dionysus
6. Laodike, gift med Mithridates I Callinicus av Commagene